# Бакс (Алабама)
Бакс (енгл. Bucks) насељено је место без административног статуса у америчкој савезној држави Алабама.

## Демографија
По попису из 2010. године број становника је 32.
| Група             | 2000.    | 2010.      |
| Белци             | 0 (0,0%) | 18 (56,3%) |
| Афроамериканци    | 0 (0,0%) | 10 (31,3%) |
| Азијати           | 0 (0,0%) | 0 (0,0%)   |
| Хиспаноамериканци | 0 (0,0%) | 1 (3,1%)   |
| Укупно            | 0        | 32         |